# Синоніма славеноросская
«Синонїма славеноросскаѧ» — анонімний рукописний словник (понад 5 000 слів) ділової української мови (з латинізмами, церковнослов'янізмами й численними полонізмами та кальками з них) другої половини XVII століття. З помилками переписаний із невідомого оригіналу й оправлений із «Граматикою» М. Смотрицького (1619) кол. бібліотеки Києво-Печерської Лаври, виданий П. Житецьким у додатку до «Очеркъ литературной исторіи малорусскаго нарѣчія въ XVII вѣкѣ» (1889), в українському перекладі «Нарис літературної історії української мови в XVII віці» (1941) та окремо Василем Німчуком у «Лексис Лаврентія Зизанія. Синоніма славеноросская» (1964). Автор, що ймовірно походив із північного Лівобережжя, спирався на «Лексикон…» Памва Беринди (його південно-західну лексику здебільшого оминав) та словник українсько-латинський Арсенія Корецького-Сатановського і Єпифанія Славинецького. Мову досліджували Ян Янув і В. Німчук.